# Chronomyrmex medicinehatensis
Chronomyrmex medicinehatensis (лат.) — ископаемый вид муравьёв (Formicidae), единственный в составе рода Chronomyrmex из подсемейства Dolichoderinae (Северная Америка, Канада, Альберта, Канадский янтарь, Грэсси Лейк, Medicine Hat, Кампанский ярус, Foremost Formation, меловой период, возраст находки около 80 млн лет).

## Описание
Мелкие муравьи, длина тела 2,4 мм. Усики 12-члениковые, скапус короткий. Мандибулы Cananeuretus примитивного типа с 7 зубцами на жевательном крае и с 4 зубчиками на базальном. Клипеус слегка вогнуты спереди. Формула шпор голеней: 1-2-2. Вид был впервые описан в 2013 году американскими мирмекологами Майклом Энджелом и его коллегами (McKellar, R. C.; Glasier, J. R. N.; США). Родовое название Chronomyrmex образовано их двух греческих слов: chronos (время) + myrmex (муравей). Видовое Ch. medicinehatensis дано по городу, рядом с которым найден (Medicine Hat).
Chronomyrmex это один из шести родов и видов, описанных из окрестностей деревни (хамлета) Грэсси Лейк, наряду с Canapone dentata, Cananeuretus occidentalis, Eotapinoma macalpini, Haidoterminus cippus и Sphecomyrma canadensis. Chronomyrmex имеет сходство с двумя родами трибы Leptomyrmecini: Anonychomyrma и Linepithema.